# 皇家浴室
28°39′24″N 77°14′37″E / 28.656784°N 77.243541°E

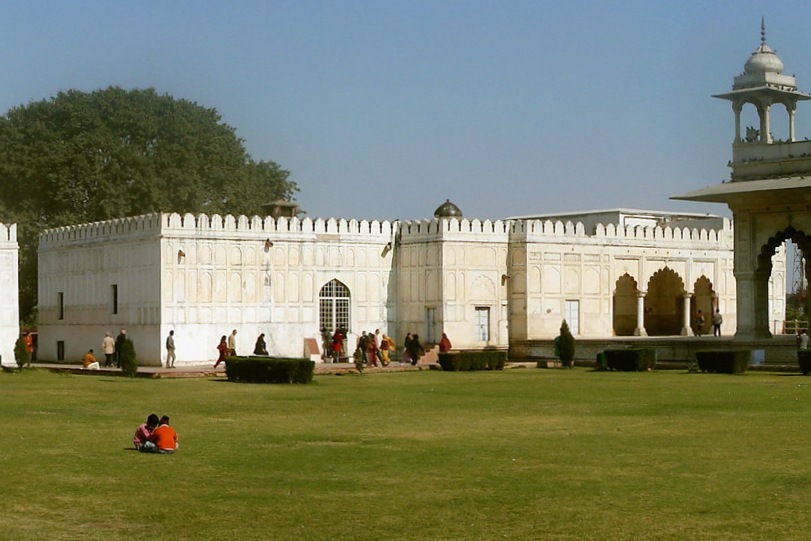
皇家浴室

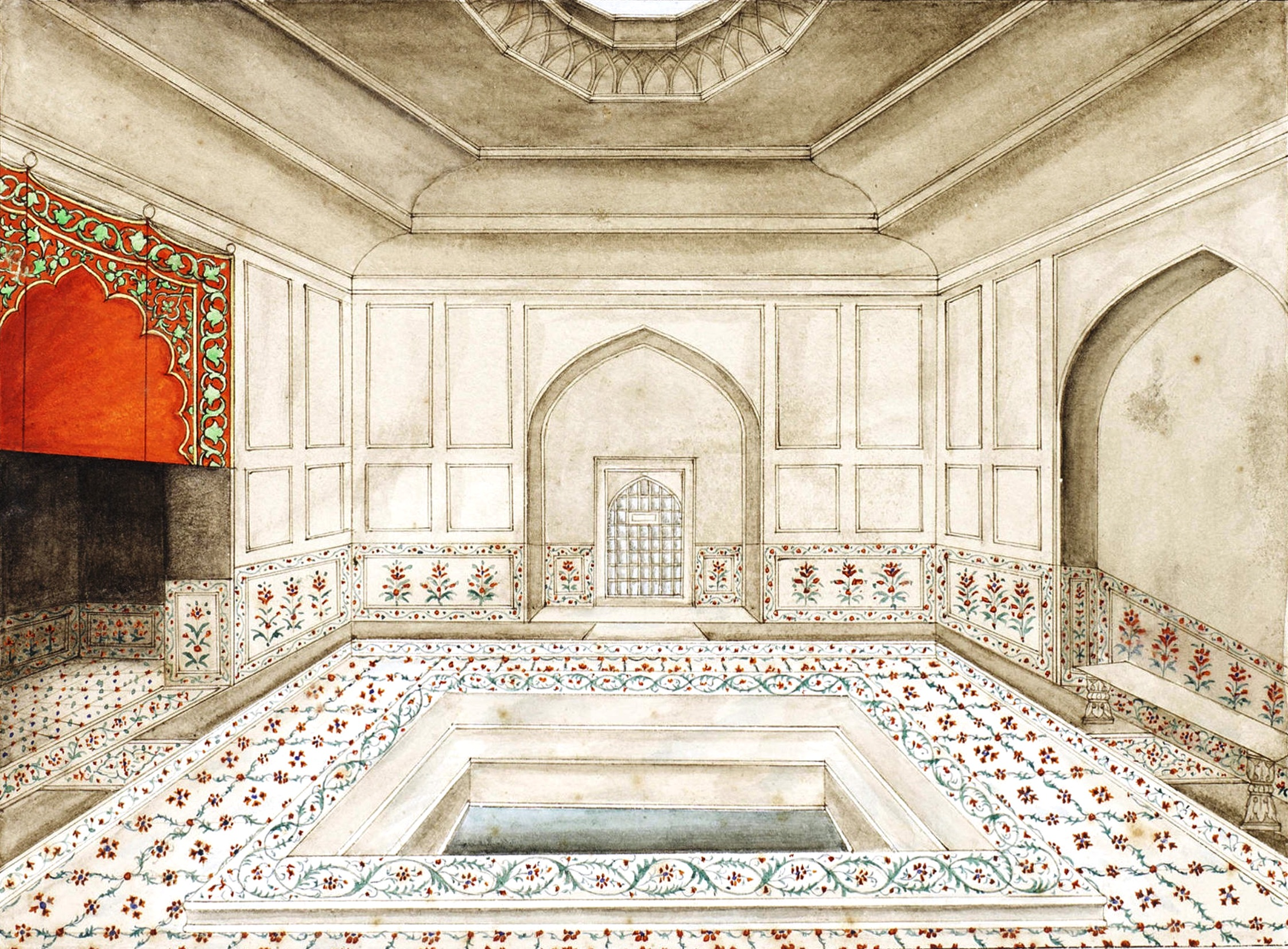
19世纪绘画

皇家浴室 (Hammam-e-Lal Qila)是位于印度德里红堡内的土耳其浴室，作为莫卧儿帝国皇帝的沐浴区。它位于私人大厅（Diwan-i-Khas）以北。
大理石的皇家浴室是宫殿建筑的一部分。共有三个房间，由走廊隔开， 均设有穹顶和彩色玻璃天窗。
现在入口两侧的两个房间据信用于给皇室儿童洗澡。东边的房间，有三个喷泉水池，主要用作更衣室。每个房间的中央都有一个喷泉，其中一个房间的墙壁内建有一个大理石水池。 据传说，从水龙头里曾经流出玫瑰香水。西面的房间用于蒸汽浴，在它的西墙上固定有加热设施。
皇家浴室的整个室内装饰颇为精美，镶嵌有五颜六色的花卉，由白色大理石制成。 地板和护壁也用白色大理石完成。